# Contest (Mayenne)
Contest ist eine kleine französische Gemeinde mit 840 Einwohnern (Stand 1. Januar 2022) in der Region Pays de la Loire, im Département Mayenne, im Arrondissement Mayenne und im Kanton Mayenne. An der westlichen Gemeindegrenze verläuft das Flüsschen Anxure.
Eine Gemeindepartnerschaft besteht mit Hollenbach in Bayern seit 1991.

## Bevölkerungsentwicklung
| Jahr      | 1962 | 1968 | 1975 | 1982 | 1990 | 1999 | 2010 | 2019 |
| Einwohner | 614  | 620  | 629  | 716  | 695  | 765  | 913  | 842  |

## Sehenswürdigkeiten

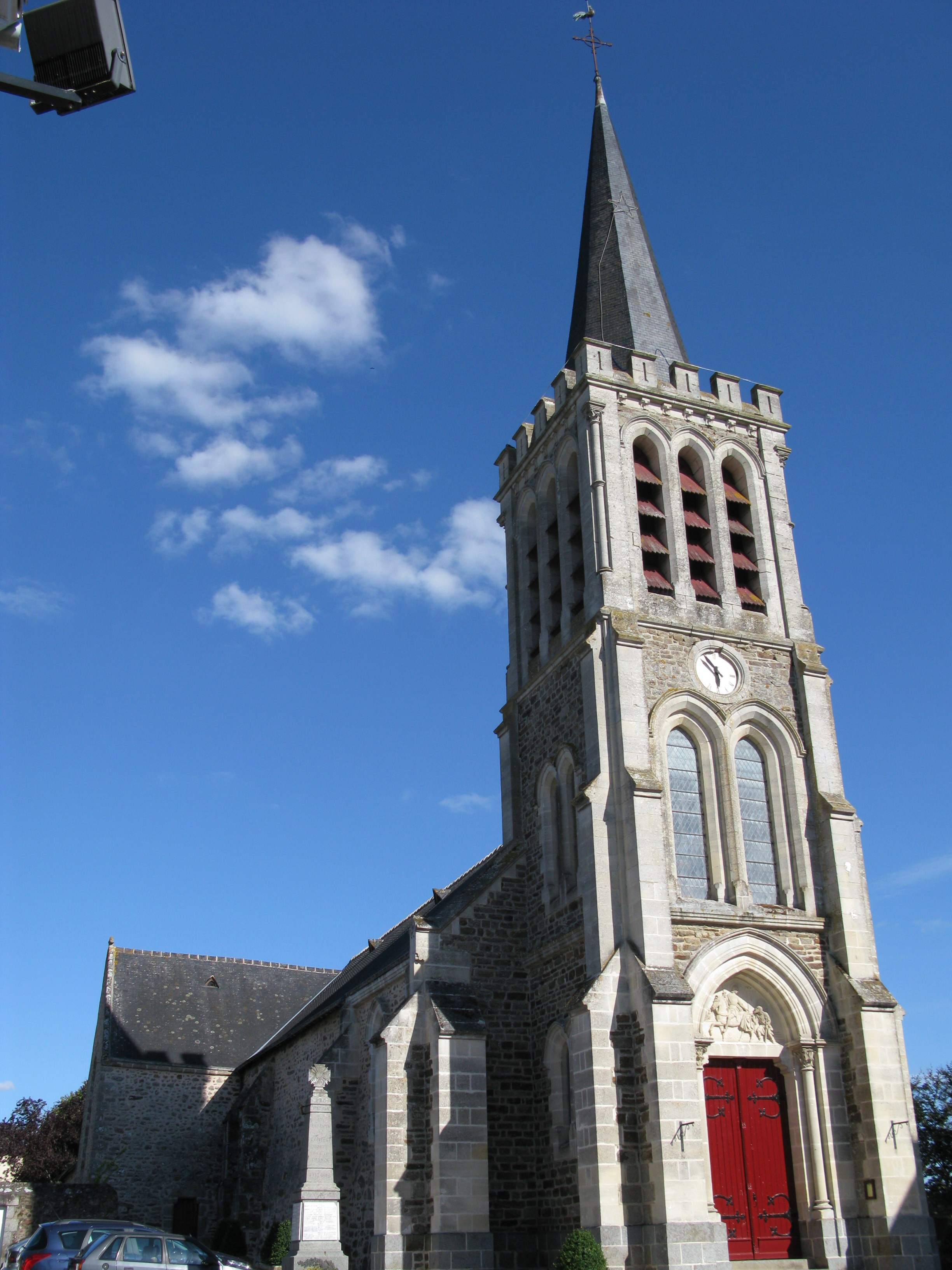
Kirche St-Martin

- Kirche St-Martin